# Édifice Decelles
L'édifice Decelles est un pavillon de HEC Montréal situé au 5255, avenue Decelles et conçu par l'architecte Roland Dumais.

## Histoire
Il est inauguré le 15 novembre 1970. Bien que Québec soit au centre de la crise d'octobre, l'importance de l'édifice est telle que le premier ministre du Québec, Robert Bourassa, assiste à l'inauguration.
C'est le deuxième bâtiment à abriter le HEC depuis la création de l'école de commerce en 1907, après l'édifice Gilles-Hocquart. C'est la seule adresse de HEC Montréal pendant plus de 25 ans jusqu'à ce qu'une nouvelle succursale soit ajoutée en 1996 sur le chemin de la Côte-Sainte-Catherine.
L'édifice Decelles est déclaré « modèle canadien remarquable » d'architecture brutaliste peu après sa construction par l'Association des architectes, et gagne un prix de Design Canada en 1971.
Malgré ces distinctions, l’austérité des façades de béton massives aux percements minimes lui a valu le surnom de « Bunker ». Pour aider à résoudre ce problème, l'édifice est rénové en 2013, et remporte un prix d'excellence en architecture pour la rénovation conduite par le cabinet d'architectes Provencher Roy (en),.